# Anna Giordano Bruno
Anna Giordano Bruno (San Vito al Tagliamento, 13 dicembre 1980) è un'ex astista italiana, ex detentrice del record nazionale della specialità.

## Biografia

### Gli inizi e la matematica
Praticò la ginnastica artistica con la Ginnastica Sanvitese fino all'età di 11 anni, vincendo un titolo regionale nel 1990.
Iniziò a praticare l'atletica leggera nel 1992 con la Libertas Sanvitese. La sua prima disciplina atletica non fu l'asta, bensì le prove multiple, a cui si appassionò grazie a Stefania Frisiero che la allenò fino al 1996. Passò quindi sotto la guida di Gino Gazziola, che le insegnò a saltare con l'asta. Si specializzò in questa disciplina solo nel 1998, allenata da Giuliano Merlino. È stata anche tra le prime atlete in Italia a gareggiare nel decathlon femminile, con un record personale di 5 150 punti.
Dal 2005 è allenata da Igor Lapajne, grazie al quale è riuscita a raggiungere misure di spessore internazionale.
Nel 2004 si è laureata in matematica presso l'Università degli Studi di Udine col massimo dei voti e la lode.
Nel 2008 ha conseguito il dottorato di Ricerca in Matematica presso l'Università degli Studi di Udine.
Dopo un post-doc di due anni all'Università degli Studi di Padova, e un periodo come ricercatrice, da dicembre 2016 è professore associato di algebra, presso la facoltà di scienze matematiche fisiche e naturali dell'Università degli Studi di Udine.

### Gli anni 2000
Il 6 ottobre 2002 stabilì il record nazionale nella categoria promesse, con la misura di 4,10 m a Sulmona, in occasione dei campionati italiani di società juniores-promesse.
Fino al 2004 rimase sotto la guida di Merlino poi, dalla fine del 2005, passò allo sloveno Igor Lapajne, già allenatore dell'olimpionica Teja Melink. Con la nuova guida tecnica migliorò le sue prestazioni, ottenendo nel 2006 la convocazione nella nazionale italiana ai Campionati europei di Göteborg, in cui si fermò nelle qualificazione, ed alla Coppa Europa/B a Praga, dove si classificò quinta.
Nello stesso anno, il 24 settembre 2006 ai campionati italiani di società di Busto Arsizio, migliorò, per la prima volta, il record nazionale outdoor portandolo a 4,32 m. L'anno successivo, il 15 luglio al meeting internazionale sport e solidarietà di Lignano Sabbiadoro lo portò a 4,35 m ed una settimana dopo, il 21 luglio al meeting del CUS Trieste, a 4,40 m. Il 26 luglio 2008, ancora a Trieste, ha migliorato ulteriormente il record saltando 4,41 m, superati di un centimetro il 21 settembre dello stesso anno da Arianna Farfaletti Casali.
Il 14 febbraio 2009 ad Udine saltando 4,40 m ha stabilito il nuovo record nazionale indoor della disciplina, misura raggiunta anche nella fase di qualificazione dei Campionati europei indoor di Torino, che le ha consentito il raggiungimento della finale (a otto atlete), importante traguardo per un'italiana del salto con l'asta in una grande manifestazione.
Tre mesi più tardi, il 17 maggio 2009 a Vicenza, ha stabilito il nuovo record italiano assoluto, valicando l'asticella a 4,45 m durante i campionati regionali organizzati dall'Atletica Vicentina al campo "Guido Perraro". La misura rappresentava anche il lasciapassare previsto dalla FIDAL per i Mondiali di Berlino.
Al meeting internazionale "Sport Solidarietà" di Lignano Sabbiadoro, vince ed ottiene ancora il record a 4,46 m, un centimetro al di sopra del precedente, alzato ulteriormente di nove centimetri il 25 luglio al meeting del CUS Trieste e di ulteriori cinque centimetri ai campionati italiani di Milano il 2 agosto, portandolo così a 4,60 m.
Il 30 giugno 2009 si è aggiudicata la medaglia di bronzo ai Giochi del Mediterraneo di Pescara. Il 15 agosto 2009 ha partecipato ai Campionati mondiali di Berlino, dove in qualificazione si è classificata tredicesima con la misura di 4,50 m, prima delle escluse dalla finale.

### Gli anni 2010
Il 2010 si apre con un nuovo record: 4,50 m indoor realizzato ad Udine solo un'ora dopo che Elena Scarpellini aveva eguagliato ad Ancona il precedente record italiano della Giordano Bruno di 4,40 m. Entrambe le atlete ottengono così il minimo per partecipare ai Mondiali indoor di Doha di Doha, ma la Giordano Bruno è costretta a rinunciare ai mondiali a causa di uno stiramento.
Problemi ai tendini d'Achille l'hanno tenuta lontana dalle gare anche per la stagione all'aperto.
Nel 2011 è tornata a gareggiare, vincendo i campionati italiani indoor ad Ancona con 4,30 m e partecipando ai campionati europei indoor a Parigi, dove il 5 marzo ha saltato 4,45 m. La stagione all'aperto è iniziata con un buon 4,40 m che le ha permesso di vincere i campionati italiani a Torino il 26 giugno.
La stagione indoor 2012, quella dei Mondiali di Istanbul, si apre subito con il conseguimento del minimo B IAAF di qualificazione ai Giochi olimpici di Londra, il 21 gennaio salta infatti 4,40 m a Udine.
Nel dicembre 2012 annuncia il suo ritiro dall'attività agonistica.

## Progressione
Viene indicato il miglior risultato ottenuto in ogni anno solare.
| Anno | Età | All'aperto   | All'aperto              | All'aperto | Al coperto  | Al coperto | Al coperto |
| Anno | Età | Data         | Luogo                   | Misura (m) | Data        | Luogo      | Misura (m) |
| ---- | --- | ------------ | ----------------------- | ---------- | ----------- | ---------- | ---------- |
| 1997 | 17  |              | Udine                   | 2,80       |             |            |            |
| 1998 | 18  |              | Pordenone               | 3,30       |             |            |            |
| 1999 | 19  |              |                         | 3,70       |             |            |            |
| 2000 | 20  | 22 luglio    | Majano                  | 3,80       |             |            |            |
| 2001 | 21  | 25 agosto    | San Vito al Tagliamento | 3,90       |             |            |            |
| 2002 | 22  | 6 ottobre    | Sulmona                 | 4,10       |             |            |            |
| 2003 | 23  | 1º maggio    | Palmanova               | 4,10       | 26 gennaio  | Šempeter   | 4,00       |
| 2004 | 24  | 6 giugno     | Lignano Sabbiadoro      | 4,00       |             |            |            |
| 2005 | 25  | 27 luglio    | Viareggio               | 4,20       | 8 gennaio   | Šempeter   | 3,90       |
| 2006 | 26  | 24 settembre | Busto Arsizio           | 4,32       | 14 gennaio  | Šempeter   | 4,20       |
| 2007 | 27  | 21 luglio    | Trieste                 | 4,40       | 18 febbraio | Ancona     | 4,15       |
| 2008 | 28  | 26 luglio    | Trieste                 | 4,41       | 27 gennaio  | Udine      | 4,25       |
| 2009 | 29  | 2 agosto     | Milano                  | 4,60       | 14 febbraio | Udine      | 4,40       |
| 2010 | 30  | 12 settembre | Padova                  | 4,32       | 6 febbraio  | Udine      | 4,50       |
| 2011 | 31  | 10 luglio    | Vicenza                 | 4,50       | 5 marzo     | Parigi     | 4,45       |

## Palmarès
| Anno | Manifestazione          | Sede     | Evento           | Risultato | Prestazione | Note                                     |
| ---- | ----------------------- | -------- | ---------------- | --------- | ----------- | ---------------------------------------- |
| 2006 | Europei                 | Göteborg | Salto con l'asta | 20ª (q)   | 4,15 m      |                                          |
| 2009 | Europei indoor          | Torino   | Salto con l'asta | Finale    | nm          | [ 9 ]                                    |
| 2009 | Giochi del Mediterraneo | Pescara  | Salto con l'asta | Bronzo    | 4,30 m      |                                          |
| 2009 | Mondiali                | Berlino  | Salto con l'asta | 13ª (q)   | 4,50 m      |                                          |
| 2011 | Europei indoor          | Parigi   | Salto con l'asta | 10ª (q)   | 4,45 m      | Miglior prestazione personale stagionale |
| 2011 | Mondiali                | Taegu    | Salto con l'asta | 22ª (q)   | 4,40 m      |                                          |

## Campionati nazionali
- 5 volta campionessa nazionale assoluta del salto con l'asta (2007, 2008, 2009, 2011, 2012)
- 4 volta campionessa nazionale assoluta indoor del salto con l'asta (2006, 2009, 2011, 2012)

2006
- ai campionati italiani assoluti indoor, salto con l'asta - 4,20 m

2007
- ai campionati italiani assoluti, salto con l'asta - 4,30 m[10]

2008
- ai campionati italiani assoluti, salto con l'asta - 4,35 m[11]

2009
- ai campionati italiani assoluti indoor, salto con l'asta - 4,60 m
- ai campionati italiani assoluti, salto con l'asta - 4,35 m[12]

2011
- ai campionati italiani assoluti indoor, salto con l'asta - 4,30 m
- ai campionati italiani assoluti, salto con l'asta - 4,40 m[13]

2012
- ai campionati italiani assoluti indoor, salto con l'asta - 4,30 m
- ai campionati italiani assoluti, salto con l'asta - 4,35 m